# Geldmacherklinge

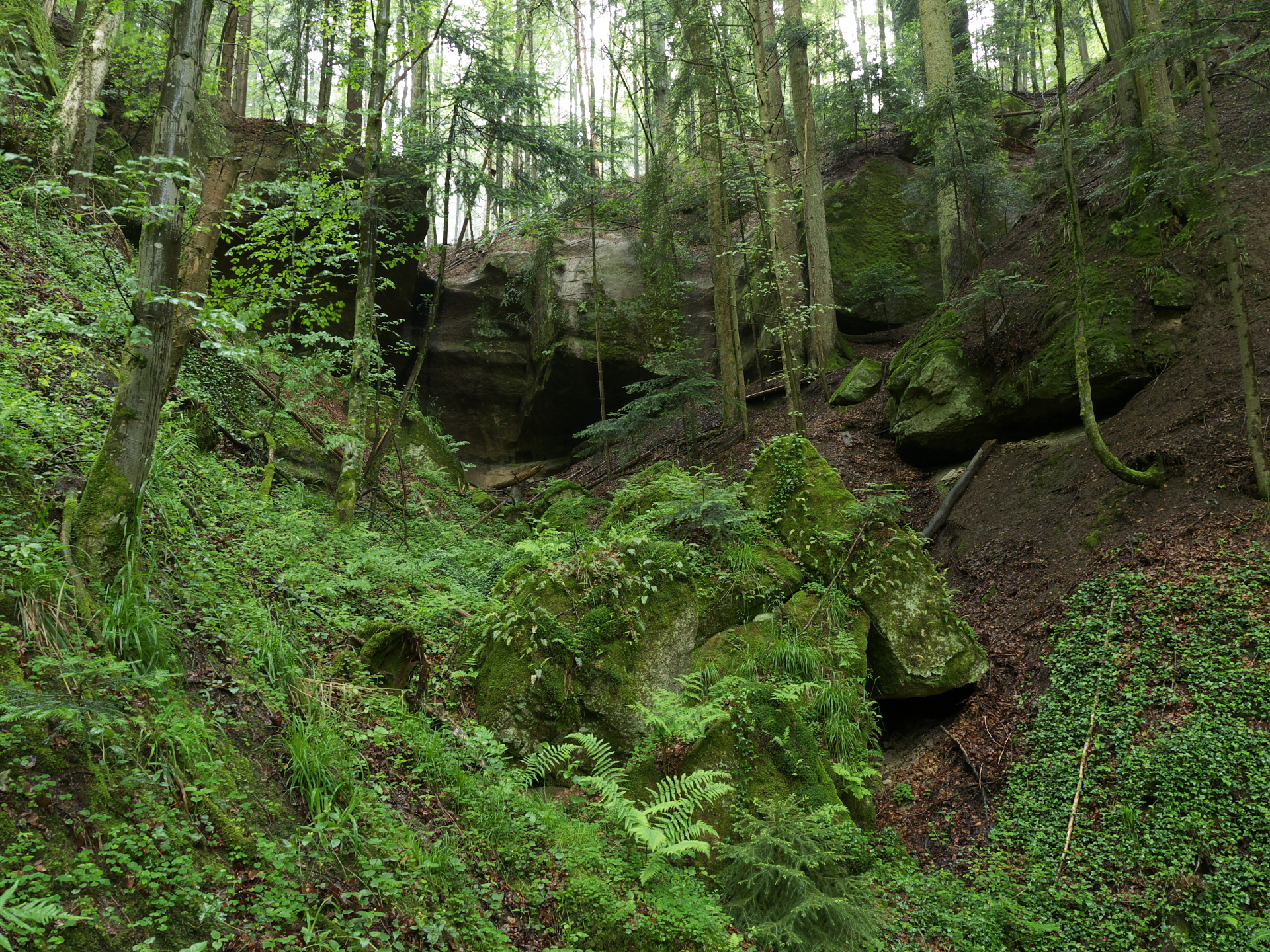
Die Geldmacherklinge

Die Geldmacherklinge ist eine kleine linke Seitenklinge des zur oberen Wieslauf laufenden Aspenbaches im Welzheimer Wald mit einer Felsengrotte. Sie liegt wenige hundert Meter östlich von Kaisersbach-Schmalenberg und etwa 1,4 km nördlich der Wieslaufkehre an der Welzheimer Laufenmühle.
Sie hat sich in den Oberen Stubensandstein eingetieft und entsteht an einer grottenartigen Hohlkehle mit hufeisenförmigem Grundriss, die folgende Maße aufweist: Breite ca. 14 m, Höhe ca. 5 m und Tiefe ca. 7 m. Die Grotte bildete sich, als unter widerstandsfähigeren Sandsteinen weichere Schichten erodierten und ausgeräumt wurden. Die sich regelmäßig aus der Grottendecke heraus lösenden Blöcke bleiben oft erst weiter unten in der Klinge liegen. Das circa 0,9 ha große Gelände ist als flächenhaftes Naturdenkmal und als geschütztes Geotop ausgewiesen. Der Name deutet auf ein mögliches Versteck von Falschmünzern hin; Genaueres ist jedoch nicht bekannt.